# ドラえもん のび太の太陽王伝説
- ドラえもん > 大長編ドラえもん > ドラえもん のび太の太陽王伝説
- ドラえもん > ドラえもんの派生作品 > ドラえもん (1979年のテレビアニメ)  > ドラえもん映画作品 > ドラえもん のび太の太陽王伝説

『ドラえもん のび太の太陽王伝説』（ドラえもん のびたのたいようおうでんせつ）は、2000年3月11日に公開されたドラえもん映画作品。および、藤子・F・不二雄プロが漫画化し、『月刊コロコロコミック』1999年10月号から2000年3月号に掲載された大長編ドラえもんシリーズの作品。
同時上映は『ザ☆ドラえもんズ ドキドキ機関車大爆走!』、『おばあちゃんの思い出』。
キャッチコピーは「君は誰を守れるか。」
第18回ゴールデングロス賞優秀銀賞受賞作。

## 概要
ドラえもん誕生30周年記念作品として制作された、映画シリーズ第21作。大長編シリーズ第20作（まんが版▷映画シリーズ3）。
作品冒頭のモチーフとなったのはマーク・トウェインの『王子と乞食』である。舞台となったマヤナ国は、作中の描写を見る限りアステカ文明、マヤ文明などをモチーフにしている可能性があり、漫画版ではドラえもんやスネ夫もそのことについて言及している。しかし具体的にいつ、どこに存在する世界なのかは、結局作中で語られることはなかった。
オープニングテーマ「ドラえもんのうた」は『のび太の南海大冒険』以来となる別バージョンとなり、羽田健太郎の編曲監修のもとオーケストラによる演奏が用いられ、歌唱も初めて外国人歌手であるウィーン少年合唱団（オーストリア）が担当した。

## あらすじ
白雪姫の劇の練習をしていた5人。しかしどうにもうまくいかない。しかもドラえもんのひみつ道具「万能舞台セット」をジャイアンに取られてしまう。
絶対返してくれないと判断したドラえもんは、「タイムホール」を使って取り返そうとする。ところが失敗し、おまけにのび太が無理した結果、タイムホールの時空が乱れ、その影響で、のび太の部屋のタイムホールが古代の太陽の国といわれるマヤナ国に繋がってしまう。そこでのび太は、自分そっくりの姿をしたティオ王子に出会う。
現代文明のことを知ったティオは興味を示し、しばらくのび太と入れ替わってほしいと頼む。ティオの母は魔女レディナの呪いで眠り続けており、ティオはレディナを倒す強い力を求めているという。ティオと入れ替ったのび太は王子様気分を楽しむも慣れない王国での暮らしにタジタジ、のび太となったティオは慣れない現代世界のあちこちで騒動を起こす。
やがて秘密を知ったしずかたちも、のび太と共にマヤナ国へやって来る。そんな折、ティオに仕える少女ククがレディナに捕われてしまう。ティオはレディナの神殿へ向かい、ドラえもんたちも後を追い、時空を超えた大冒険が始まる。

## 声の出演
- ドラえもん - 大山のぶ代
- 野比のび太 - 小原乃梨子
- 源静香 - 野村道子
- 剛田武 - たてかべ和也
- 骨川スネ夫 - 肝付兼太
- 野比玉子 - 千々松幸子
- 先生 - 田中亮一
- ミニドラ - 佐久間レイ

## ゲストキャラクター
ティオ
声 - 緒方恵美
マヤナ国の王子。先代の父王は偉大な「太陽王」として周辺諸国に名を馳せていて、彼はそのコンプレックスに思い悩んでいた。基本的に一人称は「私」だが序盤や終盤などでは稀にのび太のように「僕」を使う。ドラえもんたちは当初「王子様」と呼んでいたが、冒険していくうちに「ティオ」と呼び捨てで呼ぶようになった。
容姿はのび太と瓜二つだが、裸眼。また、性格や能力はのび太とは正反対で、尊大で気が強く、腕っ節も強くジャイアンと互角の強さを持っている。だがのび太との出会いや行動していくうちに性格は穏やかになり、終盤でマヤナ国の救うめざましい活躍を見せる。そして母から王位を譲位されマヤナ国の王に即位する。
一方でのび太に似ている面もあり、事情を知らない野比玉子には「あんたが王子なら私は女王」と言われ、気迫で負け、自分の非道な部分にしずかの懸命な気持ちに動揺する。のび太たちの住む世界に興味を持ち、現代のカップ麺を気に入る。 ドラえもんの名前をほとんど間違えるがラスト、コンドルに「桃太郎印のきびだんご」で手懐けて助けに来た時は初めてちゃんと名前を呼んだ。
クク
声 - 飯塚雅弓
ティオに仕えているイシュマル先生の娘。王国での身分は高い。ティオに好意を寄せているが、彼にはなかなか気づいてもらえないでいる。基本的におっとりしていて礼儀正しく控えめな性格であるがその反面、芯が強く自分の考えをのび太やティオに述べることもある。のび太とティオが入れ替わっていることを知らず、ティオの変貌に困惑する。ティオを呼び出すためのおとりとして利用するためにレディナの手下によって連れ去られてしまうが、ドラえもんたちやティオの活躍で救出される。
ポポル
声 - 杉山佳寿子
ティオのペット。「何でも収集する悪い癖がある」と、ティオが愚痴を吐くほどの収集癖を持つ。なお体毛は主にピンク色をしているが、腹側には白色の毛も多い。嗅覚や聴覚が鋭いらしく、これによって単独行動していたティオを見つけることができた。普段はティオにしか懐かないが彼と瓜二つののび太には懐くようになり、また見分けもできるようになった。
イシュマル先生
声 - 中田浩二
ククの父親で、ティオの棒術指南役として仕えている。ジャイアンにも棒術を教え、彼と強い絆で結ばれた師弟関係を築く。ドラえもんと共に神殿に向かう途中、はなれ離れになるが、ドラえもんたちが神殿に到着した時に再会し、ジャイアンを苦戦させた槍使いのコアトルを倒した。
カカオ、モカ
声 - 保志総一朗、江川央生
マヤナ国の少年。密かにティオを軽蔑する陰口を叩いていたのを聞かれてしまい、サカディ（命を賭けて行う必要のあるサッカーに似た球技。3点先取で勝利）をするようモカと共に命じられる。ティオとのび太のコンビに、スコア2対3で敗れる。のび太の一言で、罰は許された事で改心する。終盤ではティオ救出に向かう。
女王
声 - 鈴木弘子
マヤナ国の女王で、ティオの母親。亡き夫から王位を継ぎ女王を務めていたがレディナに呪われ眠り込んだままになってしまうものの、終盤で呪いが解けて元気になる。そして女王を退位しティオに王位を譲った。
医者
声 - 稲葉実
レディナに呪われて倒れた女王のそばに控えていた医者。
重鎮
声 - 中庸助
マヤナ国の重鎮。
侍女
声 - 麻生美代子
ティオの身の回りの世話をしている。
神官
声 - 千葉一伸
雨乞いのための儀式を取り仕切っていたマヤナ国の神官。
少女
声 - 堀江由衣
雨乞いのためにセノーテ（泉）に生贄として捧げられるはずだったマヤナ国の少女。のび太の機転によって生贄にならずに済んだ。
兵長
声 - 加藤治
マヤナ国の兵士の小隊長。
兵士
声 - 中村大樹、菅原淳一
マヤナ国の兵士。
子供
声 - 南央美
マヤナ国の市井の子供。
ヤフー
声 - けーすけ
レディナの部下。漫画版での名は「動物使い」。動物を使役する技術を持ち、移動および攻撃用に巨大なワニを使役している。ドラえもんが持っていた「超スーパー風船ガム」をワニに食べさせられ、空に浮かんだままの状態で敗北し、その後どうなったか不明である。
ケツアル
声 - 島田敏
レディナの部下。漫画版での名は「薬使い」。薬物の専門家で幻覚作用のある薬物を専門に取り扱う。幻覚がばれた後、ドラえもんのひみつ道具により敗北し、そのまま縄で縛られた。
コアトル
声 - 広瀬正志
レディナの部下。漫画版での名は「槍使い」。卓越した槍の技術を持つ。レディナの命令でドラえもんたちの前に立ちはだかり、ジャイアンとの対決で彼を苦しめるが、後からやってきたイシュマルに敗れた。
コンドル
レディナの配下のコンドル。レディナとテレパシーを通すことで相手と会話する能力を持つ。ティオに「ククを返してほしければ神殿まで一人で来い」と脅迫したり、のび太を鋭い爪で持ち上げるなど悪質な行動をしていたが、終盤でドラえもんが「桃太郎印のきびだんご」を食べさせたことで改心し、遺跡の崩壊で崖から転落しそうになったのび太とティオを助けた。
石像の頭
ドラえもんたちの前に現れた喋る石像。「ククを返してほしければ神殿まで来い」と脅迫する。その後、のび太の「とりかえっこふろしき」でククとすり替えられてしまった。
レディナ
声 - 唐沢潤
マヤナ国の征服を企む魔女。しばしば水晶のドクロを手にしている。元々はマヤナ国の神官長であったが、怪しげな魔術により民衆を惑わせたために父王に追放された。それを恨んでマヤナ国への復讐のため、魂を入れ替える儀式でティオの体を手に入れようとククをおとりとして連れ去り、最終的にはティオに成り代わってマヤナ国の支配を狙う。しかし、ティオとのび太たちの活躍でククを取り返された上、自分の企みを阻止されたと同時に本当の素顔である老婆の醜態を晒し、死の間際に遺跡の仕掛けを作動させた。
漫画版では生きており、ティオの王位継承にて悔しそうな顔をさらしていた。

## スタッフ
| 原作                      | 藤子・F・不二雄 |
| 脚本                      | 岸間信明 |
| 作画監督                  | 富永貞義 |
| 原作作画                  | 藤子プロ |
| 美術設定                  | 沼井信朗 |
| 美術監督                  | 川口正明 |
| 撮影監督                  | 梅田俊之 |
| 編集                      | 岡安肇 小島俊彦 中葉由美子 村井秀明 川崎晃洋 三宅圭貴 |
| 録音監督                  | 浦上靖夫 |
| 音楽・作曲                | 堀井勝美 |
| テーマ音楽                | 大江千里 |
| 音響制作                  | サイバーアーク |
| 音楽制作協力              | クロスカンパニー |
| 効果                      | 庄司雅弘 |
| プロデューサー            | 山田俊秀 木村純一 |
| 監督                      | 芝山努 |
| 演出                      | 善聡一郎 パクキョンスン |
| 作画監督補佐              | 若松孝思 渡辺歩 |
| 動画検査                  | 原鐵夫 江野沢由美 |
| 色彩設計                  | 松谷早苗 稲村智子 |
| 仕上担当                  | 野中幸子 |
| 特殊効果                  | 橋爪朋二 |
| 原画                      | 小野隆哉 大武正枝 谷口七菜 神村幸子 大城勝 林桂子 柴田和子 鈴木大司 飯山嘉昌 斎藤文康 北之原孝將 米田光良 高橋博之 池田和美 関根昌之 木村文代 浅野文彰 市来剛 山本雅 高野登 大久保修 小泉謙三 篠原真紀子 |
| 動画                      | 家野尚代 内原弘美 大東郁子 澁谷哲夫 端由美子 古川かおり 中野恵美 東野伊佐子 真船涼子 渡邊岳泰 佐藤綾 堂園小愛 岡田和子 高井良裕子 山下宗幸 佐々木綾子 甲斐剛範 岸野美智 東和代 吉田誠 大嶋清美 奈良岡光 中村久子 小林正義 長島崇                                                                                        |
| 仕上                      | 高木理恵 下浦亜弓 宿谷葉子 山森愛弓 山本喜代美 西佳子 加地仁美 相澤朝子 北岡なな子 小柳博子 柳沼夕美子 あかほりくみこ 井上奈美 山葉多志帆 笛吹康二 松浦紘子 菅原はつみ 宮原奈緒子 三津山紀久美 澤井里美 田村智美 吉田小百合 長濱智子 大場昭子 岩崎美保子                                                                |
| 基本設定                  | 川本征平 |
| 背景                      | 高橋邦江 岡阿群 磯淵千歌 滝口比呂志 高山亜希子 |
| 撮影                      | 大矢創太 松澤秀子 伊藤久美子 市川智 土岐浩司 桜井洋平 花井延昌 丸橋勢津子 |
| OPコンテ・演出 OP作画監督 | 藤森雅也 |
| 原画                      | 藤森雅也 船越英之 柳田義明 関根昌之 木村文代 |
| デジタル合成              | 堤規至 |
| 録音スタジオ              | APUスタジオ |
| ミキサー                  | 内山敬章 |
| アシスタント・ミキサー    | 大城久典 田中章喜 山本寿 田口信孝 辻誠 金子俊也 高塚裕介 |
| 効果助手                  | 北方将実 |
| 音響演出アシスタント      | 井澤基 |
| 音響制作デスク            | 山口さやか 加藤知美 |
| 音響制作                  | オーディオ・プランニング・ユー |
| デジタル光学録音          | 西尾昇 |
|                           | ドルビーデジタル 一部上映館を除く |
| 技術協力                  | 森幹生 コンチネンタルファーイースト株式会社 |
| タイトル                  | 道川昭 |
| 現像                      | 東京現像所 |
| 掲載                      | 小学館の幼児誌 学年別学習雑誌 てれびくん コロコロコミック |
| 協力                      | オーディオ・プランニング・ユー フィズサウンドクリエイション アトリエ・ローク 旭プロダクション 岡安プロモーション トミ・プロダクション 京都アニメーション 夢弦館 スタジオタージ 亜細亜堂 スタジオ・ロード マキプロダクション ラジカルパーティ スタジオメイツ 手塚プロダクション スタジオ4℃ スタジオディーン マッドハウス |
| 文芸                      | 滝原弥生 |
| 制作事務                  | 杉野友紀 牧野智恵子 |
| 制作進行                  | 吉田成彦 廣川浩二 外崎真 吉田有希 日笠景子 八田陽子 大橋永晴 村元克彦 上野弘泰 |
| 制作デスク                | 馬渕吉喜 大金修一 |
| プロデューサー            | 小倉久美 大澤正享 高橋由佳 山川秀樹 |
| 制作協力                  | 藤子プロ ASATSU-DK |
| 制作                      | シンエイ動画 小学館 テレビ朝日 |
|                           | ©藤子プロ・小学館・テレビ朝日 2000 |

## 主題歌
オープニングテーマ「ドラえもんのうた」
作詞 - 楠部工 / 作曲 - 菊池俊輔 / 編曲 - 山下康介 / 編曲監修・ピアノ - 羽田健太郎 / 歌 - ウィーン少年合唱団（東芝EMI）
エンディングテーマ「この星のどこかで」
作詞 - 上村美保子 / 作曲 - 大江千里 / 編曲 - 山下康介 / 編曲監修・ピアノ - 羽田健太郎 / 歌 - 由紀さおり・安田祥子（東芝EMI）